# Hugo Wieslander
Hugo Wieslander (n. 11 iunie 1889, Comuna Lessebo, Comitatul Kronoberg, Suedia – d. 24 mai 1976, Stockholms kommun, Comitatul Stockholm, Suedia) a fost un atlet ce a reprezentat Suedia, medaliat olimpic. A participat la 2 ediții ale Jocurilor Olimpice (1908, 1912) în care a câștigat o medalie de argint în proba de decatlon.

## Palmares
| An   | Competiție        | Locație                | Loc | Eveniment            | Note     |
| ---- | ----------------- | ---------------------- | --- | -------------------- | -------- |
| 1908 | Jocurile Olimpice | Londra, Marea Britanie | LN  | lungime              | RN       |
| 1908 | Jocurile Olimpice | Londra, Marea Britanie | LN  | greutate             | RN       |
| 1908 | Jocurile Olimpice | Londra, Marea Britanie | LN  | disc                 | RN       |
| 1908 | Jocurile Olimpice | Londra, Marea Britanie | LN  | suliță               | RN       |
| 1908 | Jocurile Olimpice | Londra, Marea Britanie | 5   | suliță în stil liber | 47,56    |
| 1912 | Jocurile Olimpice | Stockholm, Suedia      | 7   | pentatlon            | 32 pct.  |
| 1912 | Jocurile Olimpice | Stockholm, Suedia      | 2   | decatlon             | 7724,495 |